# Podgrađe, Benkovac
Podgrađe so naselje na Hrvaškem, ki upravno spada pod mesto Benkovac Zadrske županije.

## Zgodovina
V bližini naselja se na manjši vzpetini nad cesto nahajajo ostanki rimskega municipija Asseria. V srednjeveški  cerkvici sv. Duha, ki stoji na bližnjem 252 m visokem griču, pa so vzidani antični ostanki najdeni pri arheoloških izkopavanjih.

## Demografija
| Pregled števila prebivalcev po letih | Pregled števila prebivalcev po letih | Pregled števila prebivalcev po letih | Pregled števila prebivalcev po letih | Pregled števila prebivalcev po letih | Pregled števila prebivalcev po letih | Pregled števila prebivalcev po letih | Pregled števila prebivalcev po letih | Pregled števila prebivalcev po letih | Pregled števila prebivalcev po letih | Pregled števila prebivalcev po letih | Pregled števila prebivalcev po letih | Pregled števila prebivalcev po letih | Pregled števila prebivalcev po letih | Pregled števila prebivalcev po letih |
| ------------------------------------ | ------------------------------------ | ------------------------------------ | ------------------------------------ | ------------------------------------ | ------------------------------------ | ------------------------------------ | ------------------------------------ | ------------------------------------ | ------------------------------------ | ------------------------------------ | ------------------------------------ | ------------------------------------ | ------------------------------------ | ------------------------------------ |
| 1857                                 | 1869                                 | 1880                                 | 1890                                 | 1900                                 | 1910                                 | 1921                                 | 1931                                 | 1948                                 | 1953                                 | 1961                                 | 1971                                 | 1981                                 | 1991                                 | 2001                                 |
| 102                                  | 0                                    | 58                                   | 59                                   | 65                                   | 94                                   | 0                                    | 0                                    | 134                                  | 143                                  | 153                                  | 145                                  | 143                                  | 141                                  | 106                                  |